# Drążdżewo Nowe
Drążdżewo Nowe – wieś w Polsce, położona w województwie mazowieckim, w powiecie przasnyskim, w gminie Jednorożec. Wieś ma status sołectwa. Leży nad rzeką Orzyc.

## Historia

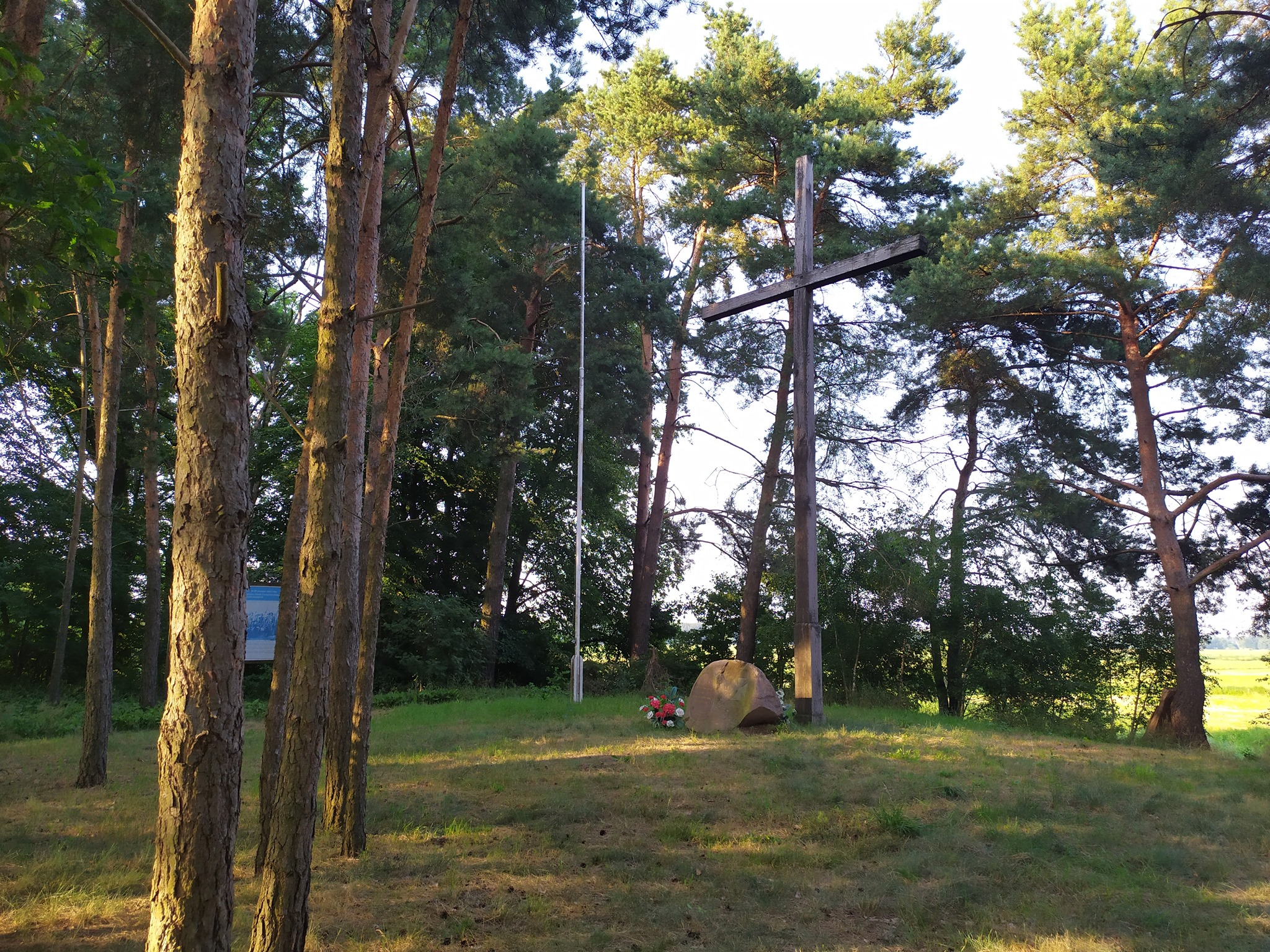
Polska Kępa. Upamiętnienie bitwy z okresu powstania styczniowego

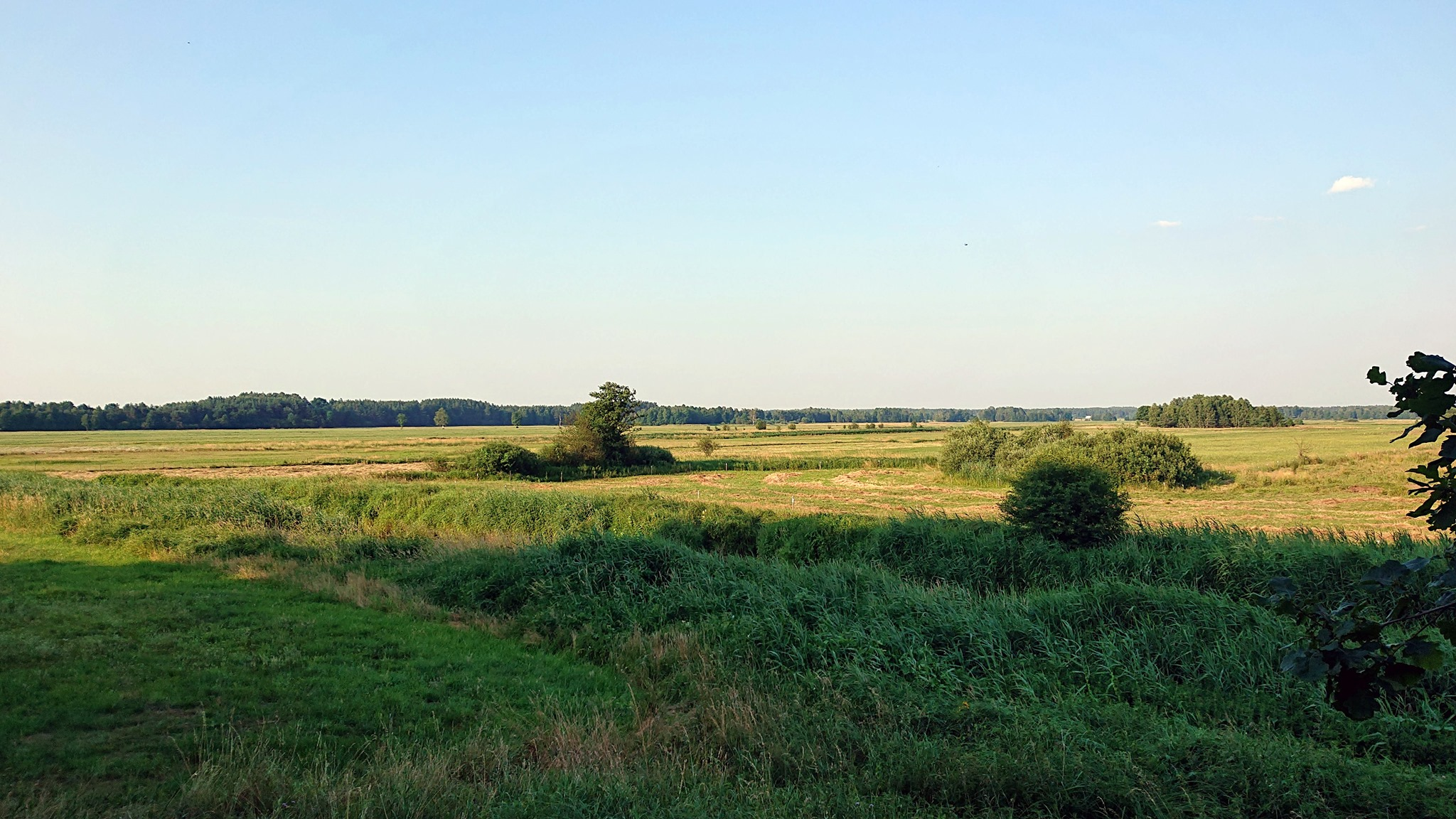
Łąki w dolinie Orzyca

W granicach administracyjnych wsi odnaleziono ślady średniowiecznej i nowożytnej osady.
Dawniej współczesne wsie: Drążdżewo, Drążdżewo-Kujawy, Drążdżewo Małe, Drążdżewo Nowe funkcjonowały w źródłach jako jedna wieś: Drążdżewo. W spisie powszechnym z 1921 wyróżnia się Drążdżewo, Drążdżewo-Folwark, Drążdżewo-Krzywomija, Drążdżewo-Kujawy, Drążdżewo Nowe i Drążdżewo-Stegna. Wieś Drążdżewo Nowe powstała w wyniku parcelacji ziemi dworskiej dóbr Krasnosielc. Po I wojnie światowej dzierżawca Zygmunt Biernacki sprzedawał ziemię. Grunty nabyło wiele rodzin z terenu kurpiowskiej Puszczy Białej (wsie Kamieńczyk, Koziki, Łączka, Nowe Budy, Przedświecie, Sieczychy) i Puszczy Zielonej (Błędowo, Dąbrowa, Dynak, Gaczyska, Grabówek, Krusza, Kucieje Nowe, Majk, Mazuk, Myszyniec, Niedźwiedź, Nowa Wieś, Parciaki, Pełty, Poścień, Pruskołęka, Rżaniec, Szafarnia, Wola Błędowska, Wykrot, Zalesie, Zdunek).
Wierni kościoła rzymskokatolickiego należą do parafii św. Floriana w Jednorożcu lub do parafii św. Izydora w Drążdżewie. Granica parafii przebiega przez wieś i jest uwarunkowana bliskością parafii w momencie osiedlania się mieszkańców: osadnicy, którzy zamieszkali bliżej Jednorożca (tzw. Nabywce), zostali przydzieleni do miejscowej parafii, osadnicy bliżej starszej części wsi zostali przypisani do parafii Drążdżewo, tak jak ci, którzy mieszkali tu już wcześniej (tzw. Posilenie). Do parafii Jednorożec należy północna część Drążdżewa Nowego (posesje 44–73).
W 2002 notowano tu 125 gospodarstw domowych. Na dzień 31 grudnia 2014 wieś zamieszkiwały 94 osoby w wieku przedprodukcyjnym, 250 w wieku produkcyjnym i 49 w wieku poprodukcyjnym. Na dzień 31 grudnia 2019 w Drążdżewie Nowym mieszkało 395 osób.
Na terenie wsi znajduje się Polska Kępa, dawniej wyspa na Orzycu, dziś wzgórze nad rzeką. To miejsce bitwy z okresu powstania styczniowego (26–28 czerwca 1863). Od 2009 organizacje pozarządowe z gminy Jednorożec i Krasnosielc (miejsce leży blisko granicy jednostek terytorialnych) organizują biwak patriotyczny.
W granicach administracyjnych wsi znajduje się kilkanaście przykładów małej architektury sakralnej: krzyży przydrożnych i kapliczek.

## Wiadomości ogólne

### Nazwa
Nazwa Drążdżewo pochodzi od słów drzążdż albo drażdże. Prasłowiańską drezgą czyli drążdżem określano chrust lub giętkie pręty. Taki materiał osadzał się w korycie Orzyca. Przymiotnik nowy określa wiek osady jak najmłodszej części dawnych dóbr Drążdżewo.

### Zmiany administracyjne

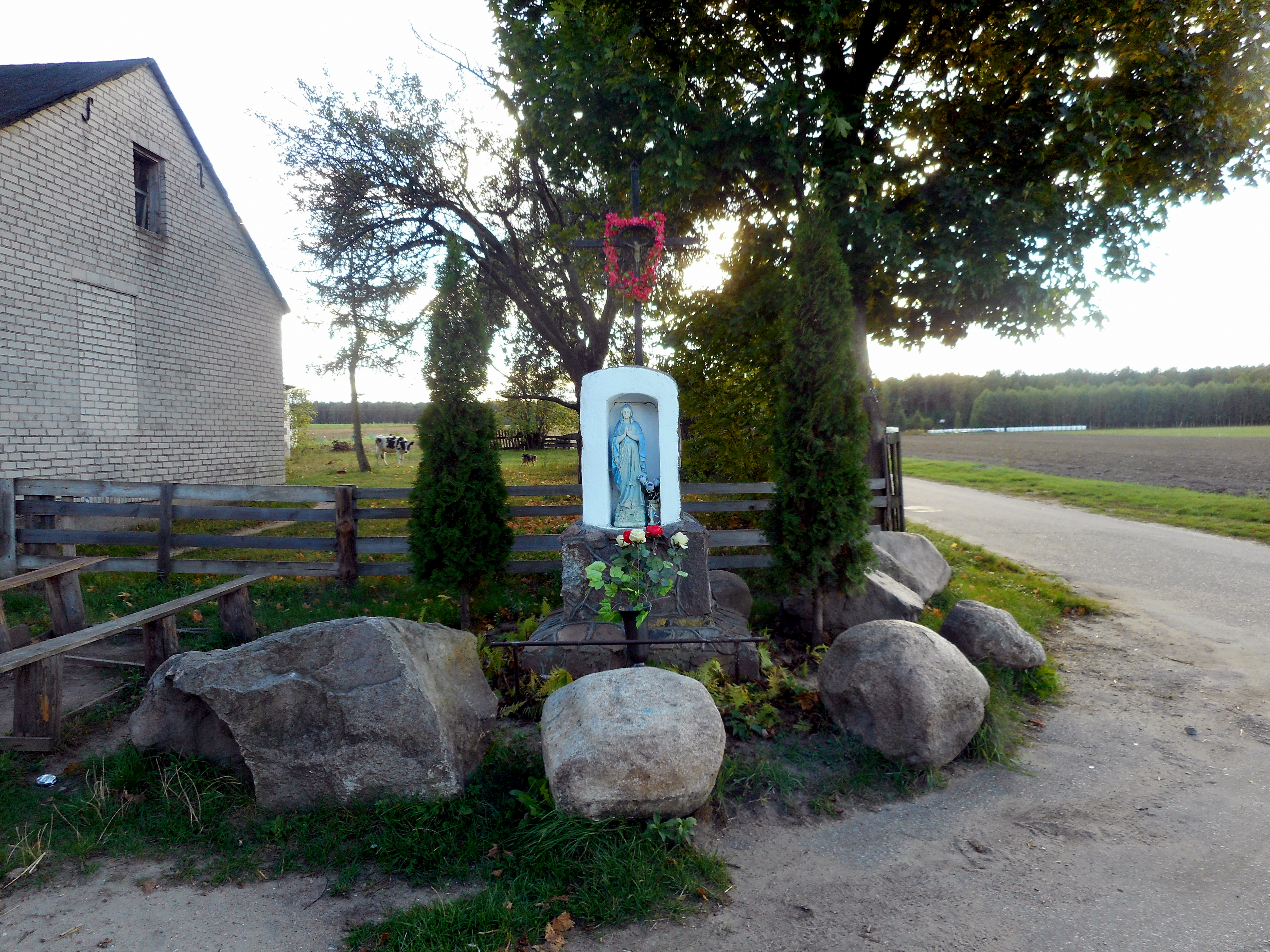
Krzyż przy skrzyżowaniu dróg we wsi

W okresie II RP wieś leżała w gminie Krasnosielc w powiecie makowskim. W wyniku podziału gmin na gromady (1933) wieś trafiła do gromady Drążdżewo Nowe. Sytuacja utrzymała się po II wojnie światowej (z przerwą na okres wojenny, kiedy to teren włączono do rejencji ciechanowskiej). Kiedy w 1954 zlikwidowano gminy, wieś włączono do gromady Jednorożec. W latach 1975–1998 miejscowość administracyjnie należała do województwa ostrołęckiego. Od 1999 Drążdżewo Nowe znajduje się w gminie Jednorożec w powiecie przasnyskim i województwie mazowieckim.

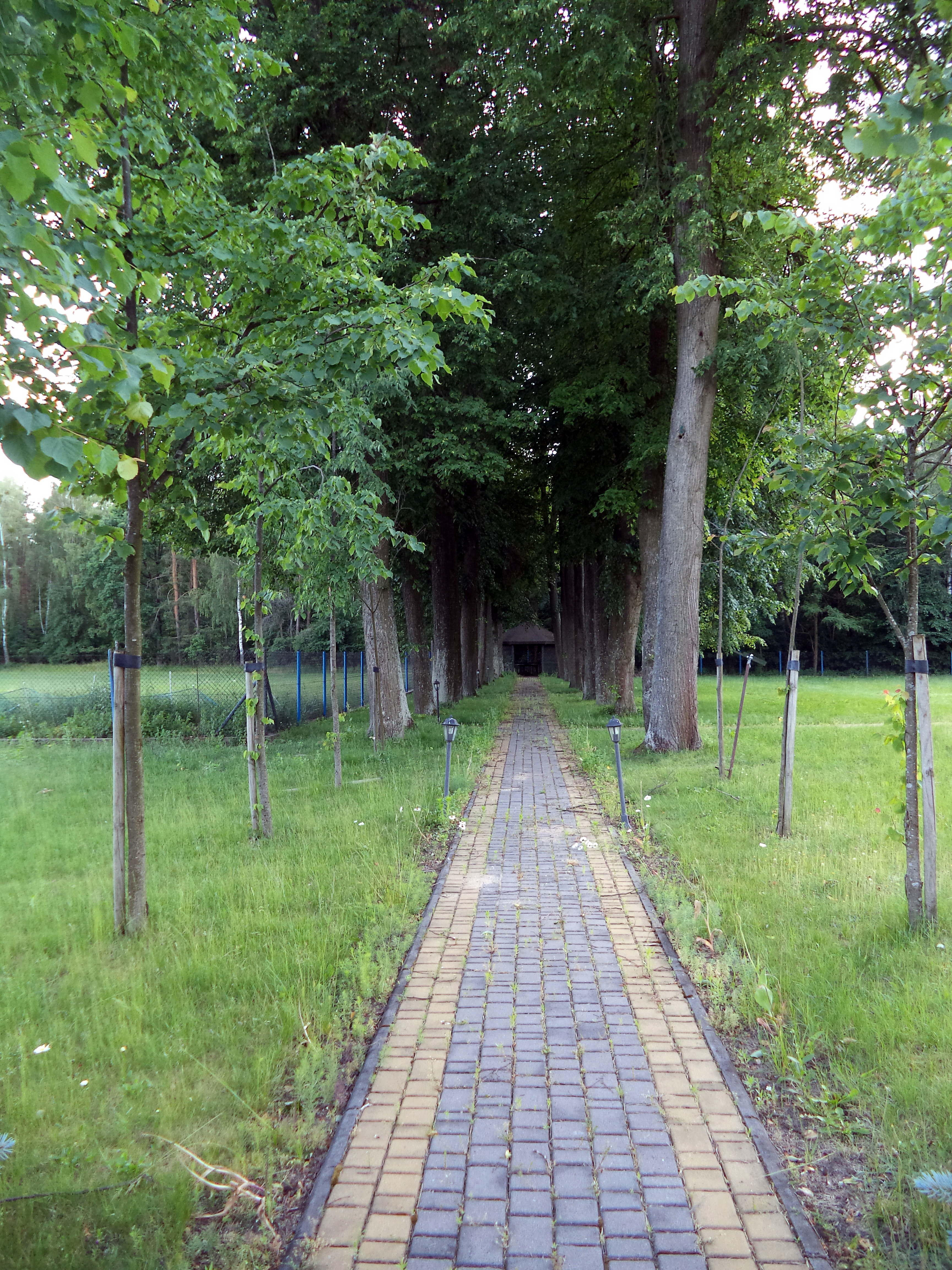
Aleja lipowa w Kantorze (część wsi Drążdżewo Nowe)

### Nazwy miejscowe
Wieś dzieli się na kilka części o zwyczajowych nazwach. Są to m.in.:
- Kantor – dawniej zabudowania folwarczne folwarku Drążdżewo-Stegna (w źródłach jako Kantor albo Drążdżewo dominium). Był tu dworek (zachowała się aleja lipowa do niego prowadząca), młyn, czworaki i karczma. Duże dochody czerpano z eksploatacji pobliskich torfowisk nad Orzycem. Po II wojnie światowej powstał tu PGR o powierzchni 103,5 ha. W latach 2001–2002 władze gminy Jednorożec przejęły grunty i sprzedały budynki mieszkalne dzierżawiącym je dotychczas osobom. W 2001 grunt kupił Ante Markota z USA, który otworzył stację paliw, dystrybucję gazu i serwis opon. W 2018 teren zakupili prywatni inwestorzy[9] i stworzyli dom bankietowy[19]. W XIX wieku istniała miejscowość Stegna Drążdżewskie, gdzie notowano folwark należący do dóbr Drążdżewo. Stąd wniosek, że mógł to być Kantor[9];
- Nabywce – część wsi powstała po osiedleniu się osadników z Puszczy Zielonej i Białej, położona bliżej wsi Jednorożec[9], nazwa pochodzi od nabywania gruntów[14];
- Posilenie – starsza część wsi powstała jeszcze przed 1920 i sprzedażą ziemi nowym osadnikom[9]; nazwa jest związana z legendą o królowej Bonie, która w drodze na Litwę zatrzymała się w miejscowej karczmie, by się posilić, druga wersja tłumaczenia etymologii nazwy mówi o posiłkach robotników z folwarku (z Kantoru), na które udawali się do wsi[14];
- Torfy – część wsi położona bliżej Orzyca, nazwana tak z powodu obecności torfu, odkrytego i szczególnie ekspolatowanego po regulacji rzeki w latach trzydziestych XX wieku[20];
- Za szosą – część wsi położona za drogą Jednorożec–Drążdżewo (patrząc od centrum miejscowości)[21];
- Wygon;
- Szczygłowo/Szczygły[14].